# Mutinta Hichilema
Mutinta Hichilema   (Shibuyunji, 7 de maig de 1967) és l'actual primera dama de Zàmbia.
El 1988, es va casar amb Hakainde Hicilema. El 2021, quan aquest va ser elegit president de Zàmbia, va prendre possessió del càrrec de primera dama.
Mostra un gran compromís per causes humanitàries i s'involucra en programes de desenvolupament comunitari del país. És una seguidora devota de l'Església Adventista del Setè Dia. Defensa la tolerància religiosa i una convivència harmoniosa entre les diferents fes a Zàmbia. Ha estat implicada en iniciatives de promoció de la cohesió social i desenvolupament nacional.